# أسا ستراتون
أسا ستراتون (بالإنجليزية: Asa Stratton)‏ هو لاعب كرة قاعدة وصحفي ومحامي أمريكي، ولد في 10 فبراير 1853 في غرافتون في الولايات المتحدة، وتوفي في 14 أغسطس 1925 في فيتشبورغ في الولايات المتحدة.

## وصلات خارجية
- أسا ستراتون على موقعبيزبول رفرنس.كوم (الدوري الرئيسي) (الإنجليزية)